# Косчовча
Косчовча (устар. Кос-Човча) — река в России, течёт по территории Удорского района Республики Коми. Правый приток реки Лоптюга.
Длина реки составляет 21 км.
Вытекает из болота Йывнюр. Течёт по лесной болотной местности, пересекает болото Човчанюр. Генеральным направлением течения является запад. Впадает в Лоптюгу на высоте 84 м над уровнем моря.

## Данные водного реестра
По данным государственного водного реестра России относится к Двинско-Печорскому бассейновому округу, водохозяйственный участок реки — Мезень от истока до водомерного поста у деревни Малонисогорская. Речной бассейн реки — Мезень.
Код объекта в государственном водном реестре — 03030000112103000046828.